# آو سای‌بل (میشیگان)
آو سای‌بل (به انگلیسی: Au Sable) یک منطقهٔ مسکونی در ایالات متحده آمریکا است که در شهرستان ایوسکو، میشیگان واقع شده‌است. آو سای‌بل ۵٫۵ کیلومتر مربع مساحت و ۱٬۴۰۴ نفر جمعیت دارد و ۱۸۰٫۴۴ متر بالاتر از سطح دریا واقع شده‌است.